# Stüber Zent

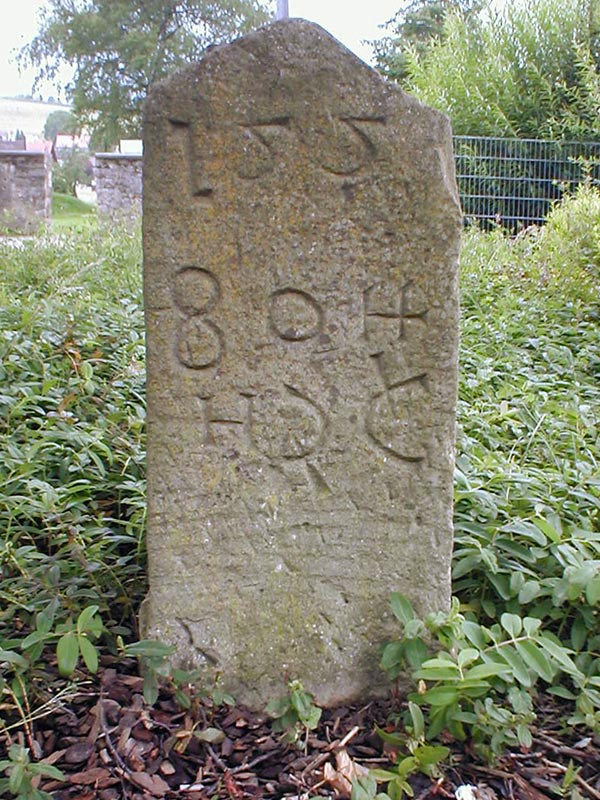
Grenzstein der Stüber Zent von 1558 in Asbach

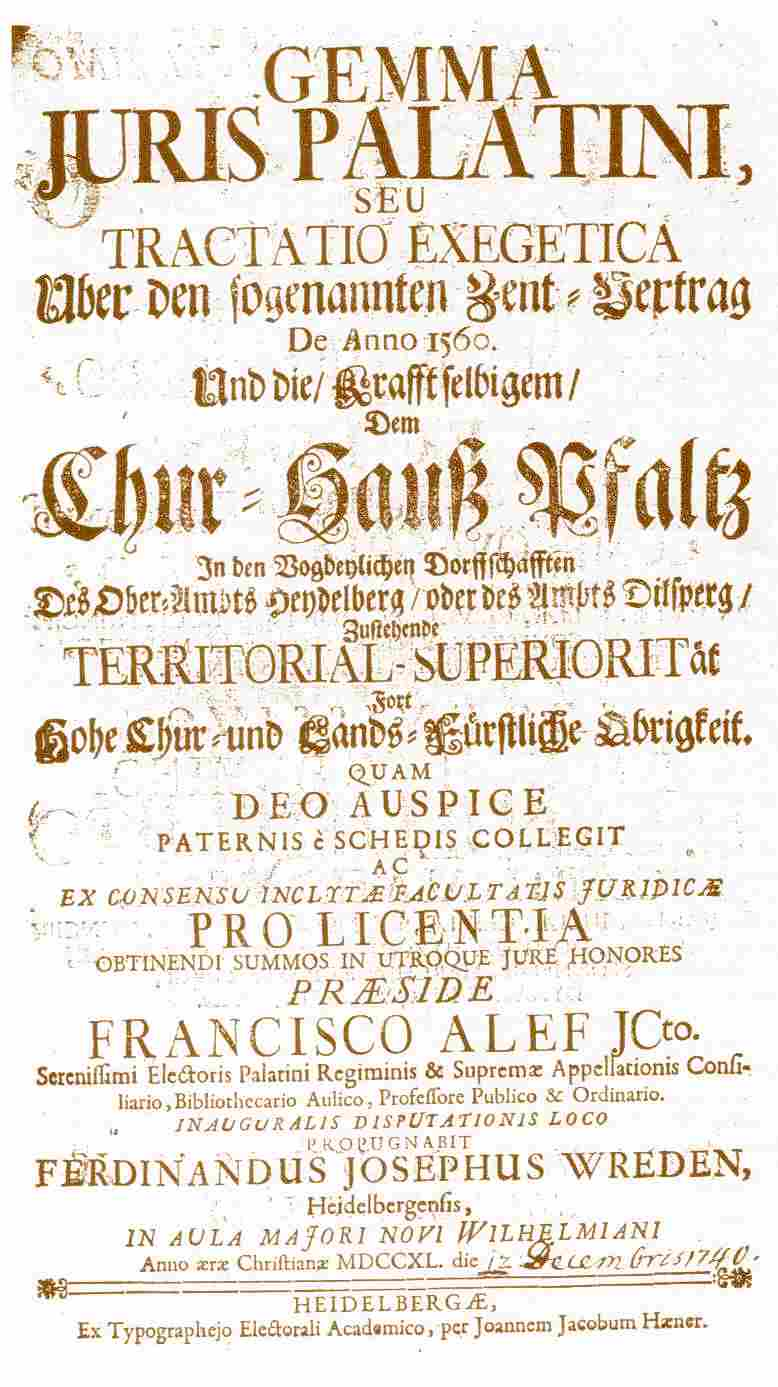
Zentvertrag

Zentvertrag

Die obere Zent, auch Stüber Zent bzw. Stüber Cent oder Reichartshauser Zent, war eine ab dem Mittelalter bestehende und dem kurpfälzischen Oberamt Heidelberg unterstellte Verwaltungseinheit und ein kaiserlicher Gerichtsbezirk, die in etwa das Gebiet des Kleinen Odenwalds bis auf dessen südwestlichen Teil umfasste und den Sitz ihres Zentgerichts in Reichartshausen hatte.

## Geschichte
Reichartshausen war vermutlich bereits in alemannischer Zeit, also zwischen dem 3. und 6. Jahrhundert n. Chr., besiedelt. Aufgrund seines hohen Alters hatte der Ort wohl schon früh eine Bedeutung als Gerichtsplatz, die nach dem Übergang an die Kurpfalz und dem kurpfälzischen Gebietszuwachs in der umliegenden Gegend im 14. Jahrhundert erhalten blieb. 1360 verpfändete Kaiser Karl IV. die Stüber Zent an den Ritter Engelhard I. von Hirschhorn, der somit die hohe Gerichtsbarkeit in kaiserlichem Auftrag ausübte. 1378 musste sein in Reichsacht befindlicher Sohn Engelhard II. diese Befugnis jedoch an die Pfalzgrafen abtreten. Zentrecht war in sogenannten Weistümern und Kundschaften festgehalten. Es regelte u. a. auch Maße, Gewichte, Löhne, Veterinär- und Sittenpolizei. Die Untertanen wurden davon unterrichtet durch Kundschafter, die im Auftrag des Landesherrn umherreisten und die Bestimmungen vorlasen. Die jeweiligen Schultheißen hatten dem zuzustimmen. Die hohe Gerichtsbarkeit ahndete auch Verbrechen. Ein geistliches Gericht anzurufen war verboten. Ebenso war es verboten, das Brotgewicht zu fälschen und räudiges Vieh zu kaufen.
1416 erhob auch der jüngere Bruder des Kurfürsten Ludwig, Pfalzgraf Otto in Mosbach, wegen Auslegungsunterschieden Anspruch auf die Stüber Zent. Da das Weistum aber Ludwig als rechtmäßigen Inhaber auswies, verzichtete er. Das Zentgericht tagte zuletzt im „Bürgersaal“ des alten, 1951 abgerissenen Rathauses in Reichartshausen. Die letzte Hinrichtung in der Stüber Zent fand am 12. Oktober 1780 statt. Die Zeit der Stüber Zent endete mit dem Reichsdeputationshauptschluss von 1803, durch den das Amt Heidelberg an Baden fiel und der dortigen Verwaltung unterstellt wurde.
Die Zenten verwalteten Zentgrafen, meist Bauern, und Zentschöffen, oft die Dorfschultheißen. So ist um 1416 ein Zentgraf, der sich Martin von Dudenzelle nannte, überliefert. Die Bedeutung der Titel und Befugnisse wandelten sich jedoch mit der Zeit. Zentgemeinden waren dem Zentherrn verpflichtet und hatten ihm Schutz und Geleit, Jäger und Treiber zur Wolfsjagd und Fröner für den Holzhieb zu stellen. Mit Erreichen des 18. Lebensjahres legten Zentbürger bei Zentgerichten den Untertaneneid ab.
Im Ortsrecht von Epfenbach fand sich 1770 folgender Passus: Es befinden sich dahier keine Juden und Menonisten, maßen der Orte wie gedacht zur Stüber Cent gehörig und haben das uralte privilegium vor anderen, die zollfreiheit und keinen Juden zum Wohn und Schutz häuslich zu dulden. Warum in der Stüber Zent keine Juden lebten, ist unklar, zumal unter den Herren von Hirschhorn die Juden freundlich aufgenommen wurden, als sie aus anderen Orten im Zuge der Pestepidemie der Brunnenvergiftung beschuldigt und verjagt wurden.
Die Stüber Zent übte auch die Ortsherrschaft in einigen zum Gebiet gehörenden Orten aus. Der Name „Stüber Zent“ soll vom Gerichtsplatz in Reichartshausen auf dem Stiefelberg (früher: Stübelberg) abgeleitet sein, wo sich Galgen und Richtblock befanden. Die ältere Schreibweise Cent bedeutete, dass der Cent etwa 100 Familien umfasste. In der neueren Schreibweise Zent (von Zehn) vermutet man u. a., dass der Zent etwa zehn Ortschaften umfasste.

## Orte der Stüber Zent

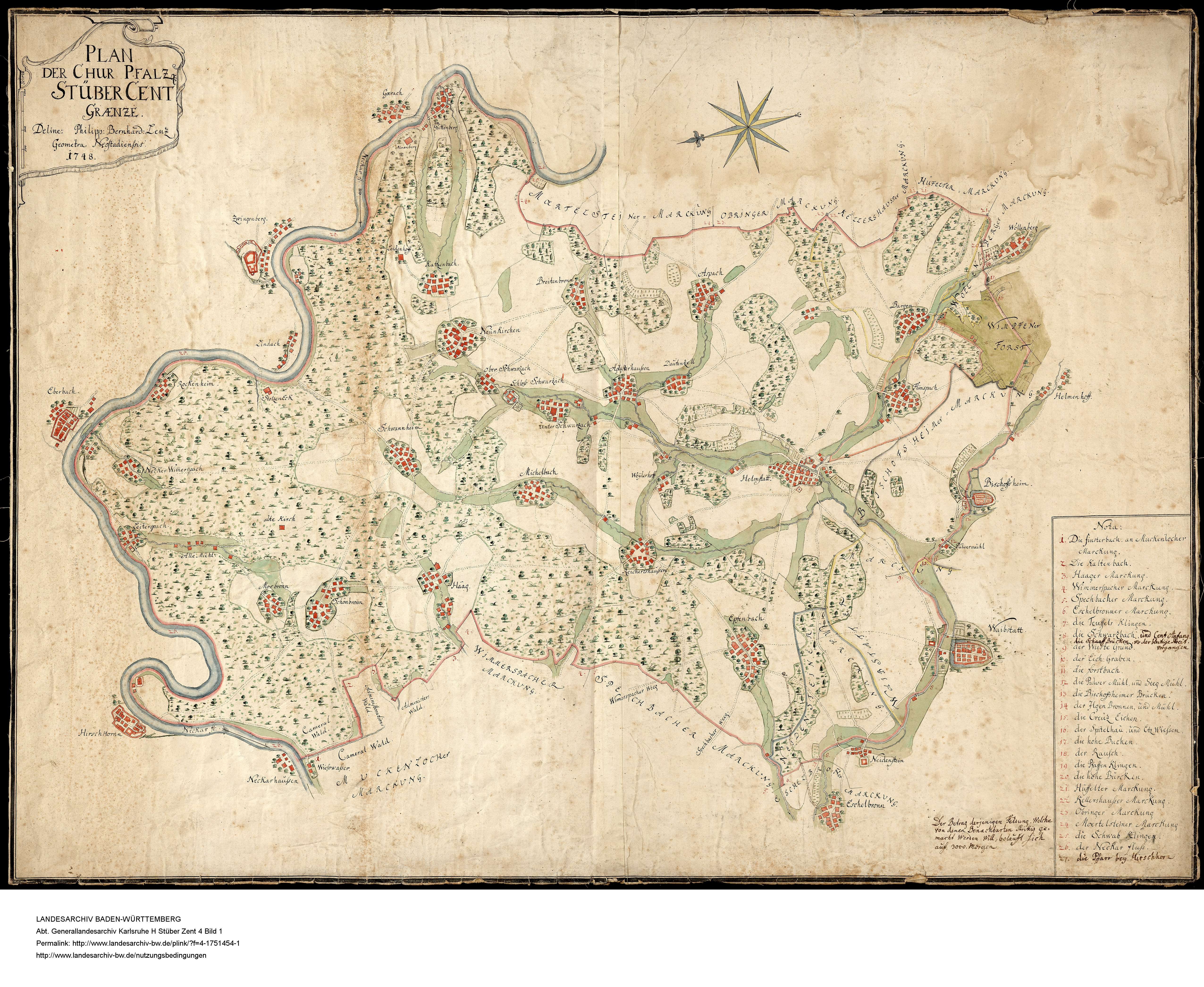
Karte der Stüber Zent von 1748

Zur Stüber Zent gehörten folgende Orte: Moosbrunn (Ortsherrschaft Niederadel), Schönbrunn (Ortsherrschaft 1349), Haag (Ortsherrschaft 1419), Schwanheim mit Unterallemühl (Ortsherrschaft z. T. 1349, 1410–1499 Pfalz-Mosbach, z. T. 1419, z. T. Niederadel), Neunkirchen (Ortsherrschaft z. T. 1349, 1410–1499 Pfalz-Mosbach, z. T. 1419, z. T. 18. Jh. mit Zwingenberg), Neckarkatzenbach (Ortsherrschaft mit Minneburg 1349, 1410–1499 Pfalz-Mosbach), Guttenbach (Ortsherrschaft 1349, 1410 bis 1499 Pfalz-Mosbach), Epfenbach (Ortsherrschaft Niederadel), Reichartshausen (Ortsherrschaft Niederadel), Michelbach (Ortsherrschaft Niederadel), Unterschwarzach, Oberschwarzach (Ortsherrschaft mit Schloss Schwarzach 1419), Aglasterhausen (Ortsherrschaft Niederadel, ab 1632 Bistum Worms), Breitenbronn (Ortsherrschaft bis 1653 Niederadel), Daudenzell (Ortsherrschaft Niederadel), Helmstadt (Ortsherrschaft Niederadel), Asbach (Ortsherrschaft bis 1560 Niederadel), Flinsbach (Ortsherrschaft Niederadel) und Bargen (Ortsherrschaft Niederadel, ab 1632 Hochstift Worms), außerdem der Stüber Zentwald.